# Antinea Airlines
Antinea Airlines fue una aerolínea de pasajeros y carga con base en Argel, en el aeropuerto Houari Boumedienne, Argelia que fue fundada en junio de 1999. La aerolínea se fusionó en Khalifa Airways en 2001, y la compañía cesó su actividad en 2003.